# Miloš Deyl
RNDr. Miloš Deyl, DrSc. (19. června 1906 Smidary – 21. února 1985 Praha) byl český botanik. Pro širší veřejnost je známa zejména jeho kniha Naše květiny. Tento systematicky uspořádaný atlas ilustrovaný Květoslavem Hískem představuje na sedm set nejvýznačnějších druhů květeny České republiky. Od prvního vydání v roce 1973 se atlas dočkal již 3. reedice v roce 2001.

## Život
Narodil se jako prostřední ze tří synů v rodině řídícího učitele školy ve Smidarech. V letech 1925–1929 studoval Přírodovědeckou fakultu Univerzity Karlovy v Praze a v roce 1931 zde dosáhl doktorské hodnosti (disertační práce: Příspěvek k poznání stavů koncentrace vodíkových iontů k asociacím rostlinným). V roce 1933 byl jmenován odborným úředníkem Národního muzea v Praze, v roce 1946 dosáhl hodnosti zemského muzejního rady. V botanickém oddělení Národního muzea v Průhonicích pak pracoval do roku 1976.
Během okupace se podílel na šifrování zpráv v odbojové skupině ÚVOD (vyznamenán Československou vojenskou medailí za zásluhy prvního stupně), v roce 1944 byl totálně nasazen v cihelně v Novém Bydžově.
V manželství s Blaženou, roz. Straširybkovou, se mu narodila dcera Blanka a syn Vladimír.

## Vědecká činnost
Vedle floristiky se zabýval taxonomií rostlin, v monografii rodu „Sesleria, pěchava“ (Study of the genus Sesleria), vydané v roce 1946. Mnoha botaniky je pokládán za otce české ekologie díky rozsáhlému dílu o rostlinách, půdě a klimatu masivu hory Pop Ivan v Karpatech (Plants, soil and climate of Pop Ivan, Synecological study from Carpathian Ukraina). Na tuto studii, která vyšla v roce 1940, navazují i současné výzkumy v pohoří Karpat ("Deyl Centre for Alpine Studies", resp. "Deyl alpine research station in Maramures Mountains"). Důležitá je práce Plevele polí a zahrad, ilustrovaná Otto Ušákem a vydaná v roce 1956. Podílel se na práci Historický vývoj organismů (Vladimír Novák a kol.).
Každoročně podnikal více cest po českých zemích, Slovensku a bývalé Podkarpatské Rusi, aby si dokonale osvojil znalost místní květeny. Na mnohých cestách doprovázel F. A. Nováka (Černá Hora a Srbsko), Pavla Sillingera (Hercegovina a Černá Hora), Ivana Klášterského (Bulharsko), Alberta Piláta (Srbská Makedonie, Švýcarsko pro srovnání vegetačních poměrů švýcarských Alp a slovenských Tater, Alpinky, 1939), Karla Domina, Vladimíra Krajinu. Z cest po Evropě přivezl rozsáhlý herbářový materiál.